# Golubkina (cratère)
Pour les articles homonymes, voir Golubkina.
Golubkina est un cratère de Vénus de 34 km de diamètre. Il est caractérisé par des parois internes accidentées et un pic central, que l'on retrouve sur les cratères typiques de la Terre, de la Lune et de Mars. Les parois internes accidentées se sont formées à un stade ultérieur à l'impact de la météorite. Elles sont dues à l'effondrement de la cavité initiale de l'impact de la météorite. Le pic central se forme lorsque le sol reprend sa place après l'impact. On appelle ce mouvement du sol le rebond (rebound). 